# رايمون سلويتر
رايمون سلويتر (بالهولندية: Raemon Sluiter) هو لاعب كرة مضرب من هولندا.

## وصلات خارجية
- رايمون سلويتر على موقع رابطة محترفي التنس (الإنجليزية)
- رايمون سلويتر على موقع الاتحاد الدولي لكرة المضرب (الإنجليزية)
- رايمون سلويتر على موقع كأس ديفيز (الإنجليزية)
- رايمون سلويتر على موقع خلاصة التنس.كوم (الإنجليزية)
- رايمون سلويتر على موقع إي إس بي إن.كوم (الإنجليزية)

- الموقع الرسمي للاعب نسخة محفوظة 29 سبتمبر 2007 على موقع واي باك مشين.
- معلومات عن اللاعب
- موقع المعجبين